# Двани
Двани (груз. დვანი) — село в Грузии, на территории Карельского муниципалитета края (мхаре) Шида-Картли.

## География
Село находится в центральной части Грузии, на правом берегу реки Проне Восточная, на расстоянии приблизительно 14 километров (по прямой) к северу от города Карели, административного центра муниципалитета. Абсолютная высота — 759 метров над уровнем моря.

## Население
По результатам официальной переписи населения 2014 года в Двани проживало 763 человека (374 мужчины и 389 женщин). В национальной структуре населения грузины составляли 99,1 %, русские — 0,4 %, осетины — 0,3 %.
| Год  | Население, человек |
| ---- | ------------------ |
| 2002 | 1002               |
| 2014 | ↘ 763              |